# Netvibes
Netvibes es un servicio web que actúa a modo de escritorio virtual personalizado, similar a la Página Principal Personalizada de Google (iGoogle), MSN Live o Inicio.es. Elementalmente se comporta como una plataforma de publicación con un panel personalizado para la Web.

## Funciones
Visualmente está organizada en solapas o pestañas (tabs), donde cada solapa por lo general es en sí un agregador de diversos módulos y widgets desplazables previamente definidos por el usuario. Estos módulos, a su vez, actúan como pequeñas ventanas cuyo contenido es generado por otro servicio web o ser miniaplicaciones. De esta forma ayuda a leer canales RSS y blogs, supervisa las redes sociales y muestra instantáneamente todo lo que añada el usuario.
Algunos ejemplos de los servicios que puede contener son multibuscadores para varios servidores (Google, Yahoo!...), webmails tipo Gmail, fotos y videos de YouTube, Google Video o Flickr y muchos servicios más, de los cuales algunos son verdaderos gadgets, como una pecera con peces virtuales o minijuegos como sudoku. 
Hay módulos que permiten desplegar el contenido generado por otras páginas que funcionan como fuentes web de RSS/Atom; por ejemplo, los diarios y los blogs.
También existen pestañas que no son agregadores y que permiten acceder a un servicio completo de otra página, como Joomla.
Desde el punto de vista comercial, están los llamados Universos, que son páginas creadas principalmente por empresas o grupos musicales y en que se muestran diversas fuentes web, imágenes y otros materiales relacionados con el creador. En el momento de escribir esto, esta característica no está disponible para los usuarios independientes, aunque posiblemente se empiece a distribuir mediante invitaciones.

## Versiones
- Basic[1]
- VIP[2]
- Premium[3]
- Premium for team[4]